# 馬屋上村
馬屋上村（まやがみそん）は、岡山県御津郡にあった村。現在の岡山市北区の一部にあたる。

## 地理
吉備高原の南端部、笹ヶ瀬川の上流域に位置していた。

## 歴史
- 1889年（明治22年）6月1日、町村制の施行により、津高郡田原村、富吉村、三和村、日応寺村が合併して村制施行し、馬屋上村が発足[1][2]。旧村名を継承した田原、富吉、三和、日応寺の4大字を編成[2]。
- 1900年（明治33年）4月1日、郡の統合により御津郡に所属[1][2]。
- 1955年（昭和30年）3月28日、御津郡野谷村と合併し津高村を新設して廃止された[1][2]。合併後、津高村大字田原・富吉・三和・日応寺となる[2]。

### 地名の由来
構成大字の大半が古代駅家郷に属していたため。

## 産業
- 農業、ブドウ[2]

## 交通

### 道路
- 郡道 馬屋上岡山線（のち県道富吉岡山線）[2]